# Лесба
«Лесба» (англ. Dyke) — австралийский короткометражный фильм 2007 года режиссёра Джейн Шнайдер.

## Сюжет
Билли одолевают фантазии об отношениях с девушками, признаться об этом ей некому. Но вот в классе появляется новая ученица, Кейт. Между ними возникает симпатия, после школы они отправляются к Билли домой. В этот день Билли впервые поцелуется с девушкой, и скоро все её фантазии воплотятся в реальность.

## Актерский состав
| В ролях          |  | Персонаж |
| ---------------- |  | -------- |
| Джессика Барнден |  | Билли    |
| Элизабет Гладвин |  | Кейт     |